# Trox sordidus
Trox sordidus es una especie de escarabajo del género Trox, familia Trogidae. Fue descrita científicamente por Leconte en 1854.
Se distribuye por la ecozona del Neártico. Habita en Estados Unidos (Texas, Kansas, Carolina del Sur, Nebraska, Indiana) y Canadá (Ontario). Mide 7-8 milímetros de longitud.